# Uścimów (Lubartów)
Pour les articles homonymes, voir Uścimów.
Uścimów (prononciation : [uɕˈt͡ɕimuf]) est un village polonais de la gmina d'Uścimów dans le powiat de Lubartów de la voïvodie de Lublin dans l'est de la Pologne.
Le village est le siège administratif (chef-lieu) de la gmina appelée gmina d'Uścimów.
Il se situe à environ 24 kilomètres à l'est de Lubartów (siège du powiat) et 36 kilomètres au nord-est de Lublin (capitale de la voïvodie).

## Histoire
De 1975 à 1998, le village est attaché administrativement à l'ancienne Voïvodie de Lublin.

Depuis 1999, il fait partie de la nouvelle voïvodie de Lublin.